# Antic ajuntament (la Sénia)
L'Antic ajuntament és una obra del gòtic tardà de la Sénia (Montsià) protegida com a Bé Cultural d'Interès Local.

## Descripció
Edifici entre parets mitgeres, de planta baixa i un pis. La façana posterior dona al llit del riu Sénia. Situat sobre el cingle, forma amb les cases contigües una muralla natural que tancava el recinte urbà medieval. La façana principal presenta cinc buits amb carreus de pedra oberts en un parament arrebossat i emblanquinat. A la planta baixa hi ha la porta principal d'accés d'arc de mig punt dovellat, un portó allindat i una finestra quadrangular amb reixa de forja. Al primer pis, sobre la porta principal hi ha una finestra amb arc dovellat amb alguns ornaments a l'intradós, una finestra de llinda i un ull de bou circular. Coberta de teula que sobresurt en ràfec de maó esglaonat. L'interior presenta una petita volta creuada sota el replà de les escales i una gran biga carenera de fusta sobre dos grans pilars de pedra que s'entren un en cada paret mitgera. El conjunt es caracteritza per la seva senzillesa.

## Història
Fins al 1981 servia com a Casa de la Vila. L'interior fou refet el segle xix (1875) com consta a la clau de la petita volta creuada de l'escala.